# Labeto
Labeto (Leijdens Autobus en Touringcar Onderneming) is een Amsterdams touringcarbedrijf dat sinds 1923 actief is. In de begintijd verzorgde het bedrijf ook lijndiensten onder meer de lijn Weesp - Muiden tegenwoordig onderdeel van Connexxion lijn 110.
Daarna verzorgde het bedrijf alleen nog reizen naar een- en meerdaagse bestemmingen in Nederland en het nabije buitenland. Daarnaast verhuurt het bedrijf touringcars aan scholen ten behoeve van schoolreisjes en zwemvervoer, maar ook aan andere particulieren of bedrijven voor dagtochten en naar evenementen.
De garage van het bedrijf is gevestigd in Lijnden en het hoofdkantoor is gevestigd in Amsterdam. De touringcars hadden van oudsher een blauwe kleur.
Vanaf 1970 verhuurde het bedrijf regelmatig voor kortere of langere tijd touringcars met chauffeur aan het GVB voor inzet in de normale lijndienst op met name spitslijnen. Deze verhuur bereikte een hoogtepunt in 1974 ten tijde van de oliecrisis. Daarna verminderde de verhuur maar nog tot eind jaren negentig reden regelmatig touringcars van Labeto bij het GVB in de normale lijndienst wanneer dit bedrijf een tekort aan personeel of materieel had.

Bij de kindervereniging "Vespucci" besloot Sinterklaas Zondagavond zijn Amsterdamse zwerftocht. Dagwacht, die meende vele feesten te kunnen afsjezen, bemerkte juist toen welk een groot concurrent hij in die oude baas heeft. Want toen hij zelf moe en afgetobd in de Jan Evertsenstraat aankwam om de feestelijke aftocht met bestemming Kras mee te maken, kwam Sint monter en opgewekt met groot gevolg in een hele sliert auto's van de rijschool "Succes" aanrijden. Uitdagend lachte hij naar Uw hijgende Dingenproducent, terwijl een van de zwarte Pieten ondeugend met zijn roe zwaaide. Dank zij de medewerking van voorzitter W. v. Rossum kon Dagwacht ten slotte tot rust komen in een bus van "Labeto", die met nog meer bussen van deze firma bijna 350 kinderen naar het feest reed.
— Dagwacht